# Patrowskaja
Patrowskaja (ros. Патровская) – wieś (dieriewnia) w Rosji, w obwodzie archangielskim, w rejonie kargopolskim. W 2010 liczyła 311 mieszkańców.